# Moisés Paniagua
Moisés Paniagua Leaño (Tarija, 16 de agosto de 2007) es un futbolista profesional boliviano. Se desempeña como extremo y su equipo es el Always Ready de la Primera División Boliviana. Es internacional absoluto con la selección de fútbol de Bolivia desde 2025.

## Inicios
Moisés Paniagua Leaño nació en la provincia de Cercado, en el departamento de Tarija, y fue criado con su familia al sur de Bolivia. Desde pequeño comenzó a destacar en academias de su localidad que tras un convenio de clubes, inició su formación en la Escuela Cancheritos. Siguió en las inferiores del Club García Agreda y San José de Tarija, tras ser clave en diversos encuentros de las menores quedó en la mira de los directivos del Always Ready quienes lograron formarlo parte de las reservas del club a inicios del 2019.
En la cantera dirigida le asignaron, psicólogos y tutores que le orientaban en sus estudios y médicos que observaban su crecimiento físico, lo que contribuyó a su formación como persona y futbolista. Paniagua fue utilizado como extremo ofensivo a nivel de la academia, ante un rol más profundo como delantero centro. Fue uno de los futbolistas claves de la cantera del club alteño.

## Trayectoria

### Club Always Ready

#### Primeros años (2022-presente)
A inicios de octubre Paniagua firmó su primer contrato profesional con el club. Óscar Villegas lo hizo debutar en un partido oficial contra el Royal Pari Fútbol Club, en el Estadio Municipal de El Alto el 19 de octubre de 2022. En aquel partido, marcó su primer gol oficial, respectivamente en la vigesimocuarta jornada del campeonato de Liga. Con quince años, dos meses y tres días, se convirtió en el futbolista más joven en debutar y anotar en Primera División.
En 2023, Paniagua continuó en el club siendo tomado en cuenta en la mayoría de partidos. El 2 de marzo debutó en la Copa Libertadores ante Deportivo Magallanes, con quince años, seis meses y quince días, siendo así en el segundo boliviano más joven en debutar en el torneo, solamente detrás de Diego Suárez.Paniagua se convirtió en el segundo jugador más joven en marcar un gol en la Copa Libertadores cuando marcó contra el Sporting Cristal de Perú en enero de 2024.

## Selección nacional
Paniagua jugó con la selección sub-17 de Bolivia en 2023 y en septiembre de 2024 fue convocado a la selección absoluta por Óscar Villegas, su ex entrenador en Always Ready. Tras haberle dado a Paniagua su debut en el club dos años antes, Villegas había explicado: “Fue una apuesta, pero conozco bien la mentalidad de los chicos que entreno. Sé si están preparados a pesar de su juventud y creí que era necesario que Moisés jugara”.

#### Participaciones en Clasificatorias a Copas del Mundo
| Eliminatorias                 | Sede       | Resultado  | Partidos | Goles |
| ----------------------------- | ---------- | ---------- | -------- | ----- |
| Eliminatorias Mundial de 2026 | Sudamérica | En Disputa | 2        | 0     |
| Total                         | Total      | Total      | 2        | 0     |

## Estilo de juego
Considerado el talento joven más destacado de Bolivia, Paniagua es un atacante dinámico al que le gusta enfrentarse a los defensores y abrirse paso en los espacios, poseedor de habilidad, buen control cercano y un potente disparo. Admirador del estilo de juego de Juan Román Riquelme.

## Estadísticas

### Clubes
Actualizado el 5 de abril de 2025.
| Club                   | Div.          | Temporada     | Liga  | Liga  | Liga   | Copas   | Copas   | Copas   | Internacional | Internacional | Internacional | Total | Total | Total  | Media goleadora |
| Club                   | Div.          | Temporada     | Part. | Goles | Asist. | Part.   | Goles   | Asist.  | Part.         | Goles         | Asist.        | Part. | Goles | Asist. | Media goleadora |
| ---------------------- | ------------- | ------------- | ----- | ----- | ------ | ------- | ------- | ------- | ------------- | ------------- | ------------- | ----- | ----- | ------ | --------------- |
| Always Ready · Bolivia | 1.ª           | 2022          | 1     | 1     | 0      | No hubo | No hubo | No hubo | 0             | 0             | 0             | 1     | 1     | 0      | 1.00            |
| Always Ready · Bolivia | 1.ª           | 2023          | 23    | 3     | 1      | 10      | 0       | 0       | 1             | 0             | 0             | 34    | 3     | 1      | 0.08            |
| Always Ready · Bolivia | 1.ª           | 2024          | 27    | 2     | 2      | No hubo | No hubo | No hubo | 8             | 1             | 0             | 35    | 3     | 2      | 0.08            |
| Always Ready · Bolivia | 1.ª           | 2025          | 2     | 0     | 0      | 0       | 0       | 0       | 0             | 0             | 0             | 2     | 0     | 0      | 0               |
| Always Ready · Bolivia | Total club    | Total club    | 53    | 6     | 3      | 10      | 0       | 0       | 9             | 1             | 0             | 72    | 7     | 3      | 0.09            |
| Total carrera          | Total carrera | Total carrera | 53    | 6     | 3      | 10      | 0       | 0       | 9             | 1             | 0             | 72    | 7     | 3      | 0.09            |